# Armand Bastit-Saint Martin
Armand Bastit-Saint Martin, né le 14 novembre 1900 à Cavignac et mort le 13 mars 1984 à Sauternes, est un homme politique français.

## Détail des fonctions et des mandats
Mandat local
- maire de Sauternes de 1934 à 1971

Mandat parlementaire
- 5 octobre 1977 - 1er octobre 1980 : Sénateur de la Gironde